# Richard Mulcahy

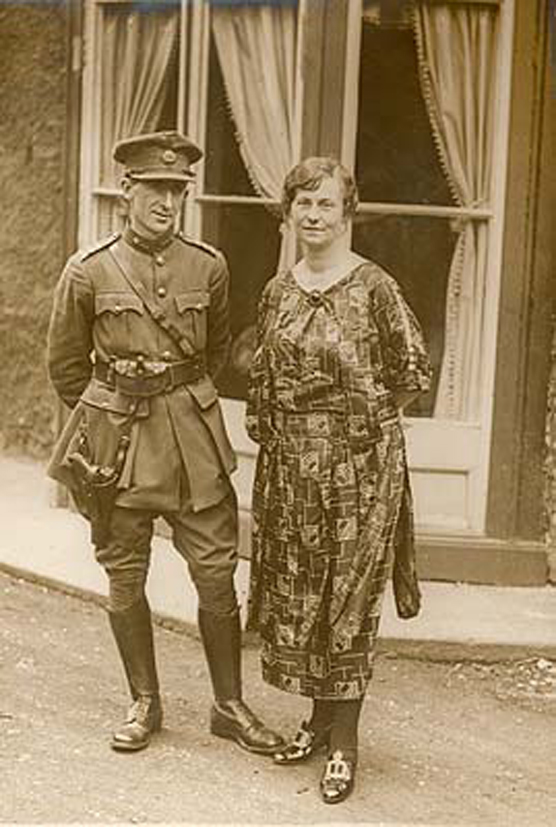
Richard Mulcahy mit seiner Frau Josephine (1922)

Richard James Mulcahy (irisch Risteárd Séamus Ua Maolchatha, auch Ó Maolchatha) (* 10. Mai 1886 in Waterford, County Waterford; † 16. Dezember 1971 in Dublin) war ein irischer General, Politiker der Fine Gael und mehrfach Minister.

## Leben
Bereits 1916 nahm Mulcahy als Leutnant am Osteraufstand teil und wurde anschließend zur Internierung in das Gefängnis von Frongoch verurteilt. Nach seiner Entlassung wurde er im Dezember 1918 zum Abgeordneten des Parlaments (First Dáil) gewählt, wo er die Interessen der Sinn Féin im Wahlkreis Dublin-Clontarf vertrat. Noch im gleichen Jahr wurde er als Mitglied der Irischen Republikanischen Bruderschaft (Irish Republican Brotherhood) Chef des Stabes der Irish Volunteers. Im folgenden Jahr erfolgte seine Ernennung zum Assistenten des Verteidigungsministers, ein Amt, das er bis 1921 ausübte. In der Folgezeit hatte Mulcahy eine führende Rolle in den Kämpfen und Gefechten vor dem Waffenstillstand von Juli 1921. Seine Einschätzung der militärischen Lage führte schließlich dazu, dass er maßgeblich den Friedensvertrag von Dezember 1921 unterstützte. 1921 wurde er wiederum zum Abgeordneten des Dáil Éireann gewählt, wo er die Interessen von Dublin bis 1937 vertrat.
Nach der Gründung des Irischen Freistaates berief ihn Präsident Arthur Griffith von Januar bis August 1922 zum Verteidigungsminister in der provisorischen Regierung unter Michael Collins. Nach dem Tode von Collins wurde er dann im August 1922 dessen Nachfolger als General und Oberkommandierender der Streitkräfte des Freistaates und zugleich Hauptverantwortlicher für die Durchführung der Operationen gegen die irregulären Kräfte im irischen Bürgerkrieg.
Im September 1922 wurde er als Verteidigungsminister in die Regierung von William Thomas Cosgrave berufen und behielt dieses Amt bis zu seinem Rücktritt im März 1924. 1927 kehrte er in die Regierung zurück, nachdem ihn Cosgrave zum Minister für lokale Verwaltung und öffentliche Gesundheit ernannt hatte. In diesem Amt verblieb er bis zur Ablösung von Cosgrave als Vorsitzender des Exekutivrates (Premier) durch Éamon de Valera am 9. März 1932. 1938 wurde er nach einjähriger Unterbrechung wiederum zum Abgeordneten des Unterhauses gewählt und gehörte diesem als Vertreter eines Wahlkreises in Dublin bis 1943 an.
Nachdem Mulcahy 1944 nach einer weiteren einjährigen Unterbrechung wieder zum Abgeordneten gewählt worden war, wurde er zugleich als Nachfolger von Cosgrave zum Vorsitzenden der Fine Gael gewählt. Tatsächlicher starker Mann der Partei war jedoch John A. Costello, der weit weniger kontrovers betrachtet wurde als Mulcahy und der zwischen 1948 und 1959 Führer der Fine Gael im Unterhaus war.
Während der von Costello geführten Koalitionsregierungen war Mulcahy letztlich auch Erziehungsminister von Februar 1948 bis Juni 1951 sowie erneut von Juni 1954 bis März 1957. Von Juni bis Oktober 1956 war er darüber hinaus erster Minister für die irischsprachigen Gebiete (Gaeltacht).
1959 traten sowohl Mulcahy als Parteivorsitzender als auch Costello als Parteiführer im Dáil Éireann zurück. Diese Positionen wurden danach vereint und von James Dillon wahrgenommen.